# Guarigione dello storpio e resurrezione di Tabita
La Guarigione dello storpio e resurrezione di Tabita è un affresco di Masolino facente parte della decorazione della Cappella Brancacci nella chiesa di Santa Maria del Carmine a Firenze. L'opera, databile al 1424-1425 circa (260x599 cm), ritrae due miracoli di san Pietro avvenuti in tempi e luoghi diversi (atti degli Apostoli III, 1-10 e IX, 36-41) e si trova nel registro mediano della parete destra.

## Storia

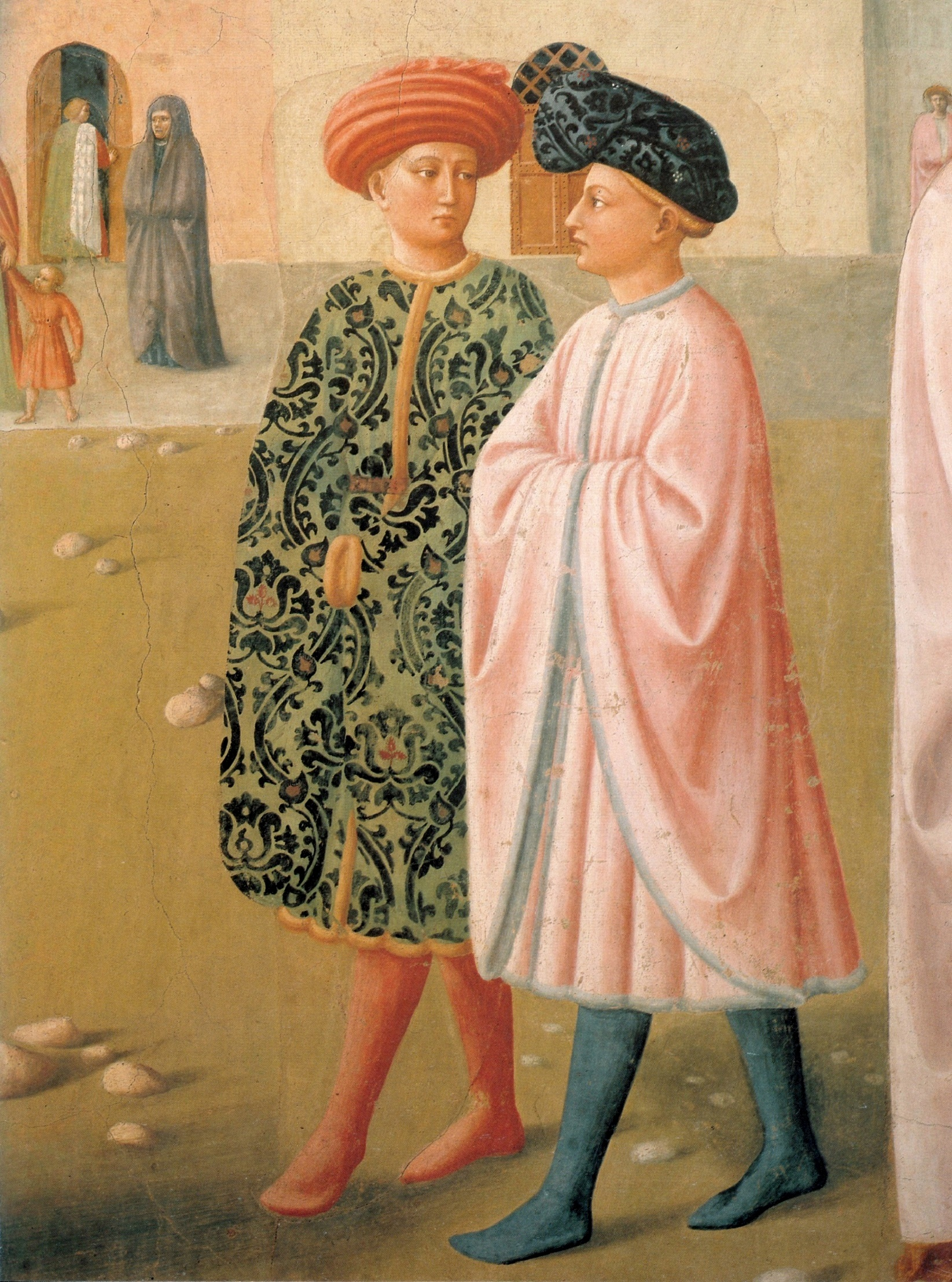
Dettaglio

Gli affreschi della Cappella Brancacci sono un enigma per gli studiosi nella mancanza di documentazione ufficiale. Commissionati forse a Masolino, che aveva come aiutante il più giovane Masaccio, si sa solo che, tramite testimonianze indirette, dovevano essere iniziati nel 1424 e che nel 1425 vennero portati avanti dal solo Masaccio per la partenza di Masolino per l'Ungheria. Nel 1428 Masaccio partiva per Roma dove sarebbe morto di lì a poco.
Un tempo la presenza di Masolino al ciclo pittorico era molto più visibile, poiché egli aveva dipinto gran parte delle lunette del registro superiore e la volta con i quattro evangelisti. La decorazione iniziò infatti dal registro superiore, distrutto nel XVIII secolo, con le vele, le due lunette (di Masolino) e due semilunette rispettivamente di Masaccio e  di Masolino, delle quali sono state ritrovate tracce della sinopia. La decorazione proseguì nel registro mediano e poi in quello inferiore, che si sono conservati fino a noi. Con l'espulsione del committente, Felice Brancacci, dalla città (1436) gli affreschi vennero definitivamente abbandonati e in parte mutilati dei ritratti della famiglia Brancacci. Solo una cinquantina d'anni dopo, dal 1480, essi vennero completati da Filippino Lippi, che cercò di adattare la sua arte allo stile del primo Rinascimento. 
Gli affreschi vennero ammirati e studiati da generazioni intere di artisti fiorentini. Se però cresceva la fama di Masaccio, quella di Masolino veniva eclissata dall'illustre compagno, come è chiaro ad esempio nelle Vite di Vasari, dove le opere di Masolino in generale sono scarsamente considerate o, addirittura, attribuite interamente a Masaccio. 
La scena della Guarigione e Resurrezione di Masolino, salvata dalla distruzione per il restauro barocco della cappella, uscì tuttavia annerita dall'incendio del 1771 che distrusse gran parte della basilica. Nel tempo i giudizi sull'opera vennero influenzati dal suo stato di conservazione, che nascondevano gran parte dei dettagli e dei delicati effetti cromatici che fecero di Masolino uno degli artisti più apprezzati dell'epoca in cui visse. Solo con il restauro del 1983-1990 si è potuta riscoprire la brillante cromia originale e sono state eliminate le ridipinture. La critica più recente ha molto rivalutato l'opera di Masolino, di qualità oggettivamente altissima, inquadrandola finalmente correttamente come felice espressione del gotico internazionale, piuttosto che come attardato tradizionalismo nell'epoca della rivoluzione rinascimentale di Masaccio. 

## Descrizione

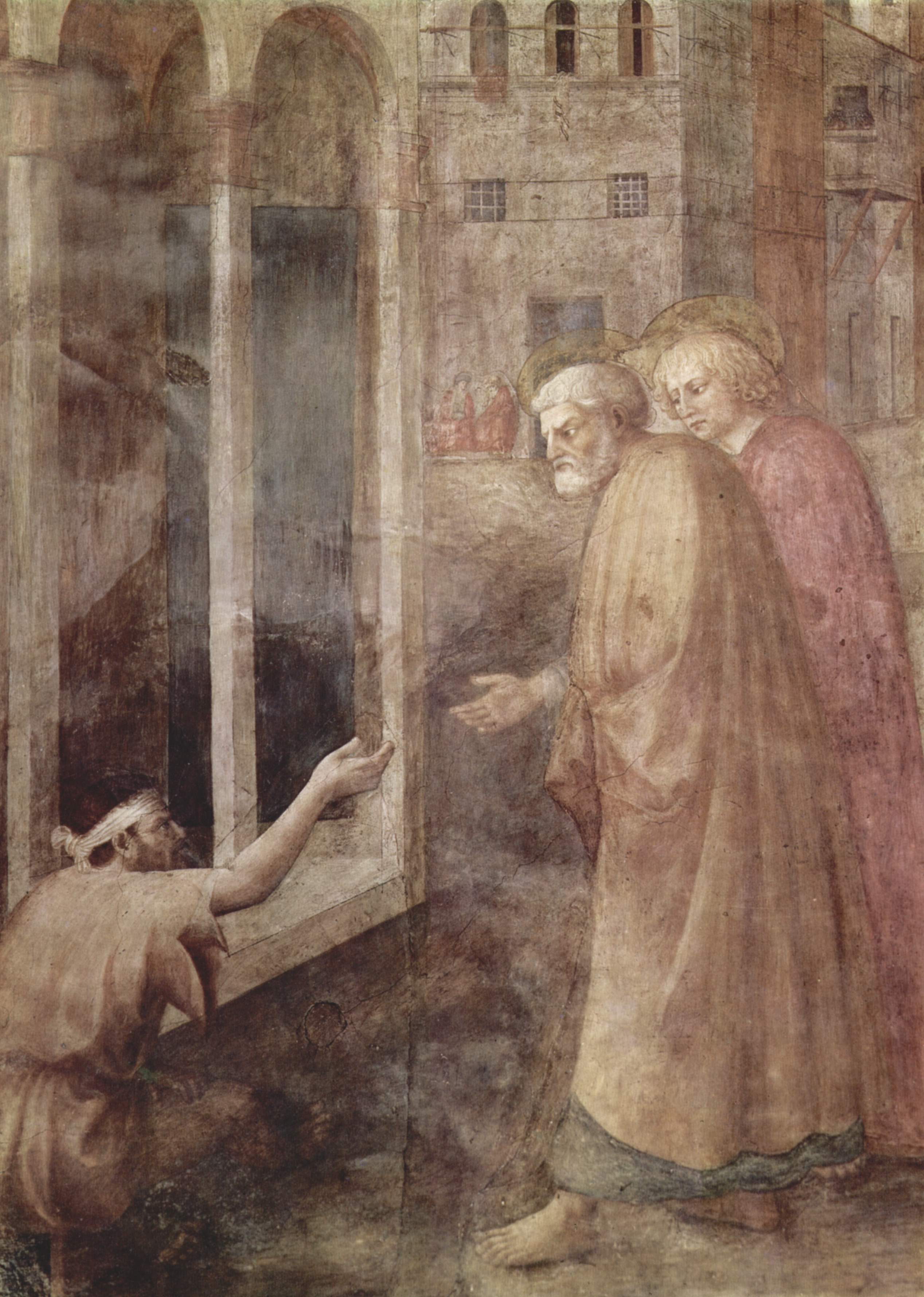
Scena dello storpio, prima del restauro

La guarigione di un paralitico e la resurrezione della cristiana Tabita sono due miracoli di san Pietro che, secondo gli Atti degli apostoli, avvennero rispettivamente a Lidda e a Giaffa e guadagnarono alla fede molti abitanti delle due città. Nell'affresco però le due scene vengono unificate nel medesimo spazio. 
A sinistra si vedono san Pietro e san Giovanni che miracolano uno storpio davanti a una loggia in prospettiva. Nel racconto evangelico essi stavano salendo al tempio per la preghiera dove un uomo storpio fin dalla nascita chiedeva ogni giorno l'elemosina; quando vide i due che stavano per entrare domandò loro un'offerta, ma Pietro gli intimò di guardarlo e "nel nome di Gesù Cristo il Nazareno", gli disse "alzati e cammina", guarendolo dalla sua malattia. 
A destra invece, sul limitare di una casa, è raffigurato san Pietro che fa un miracolo di resurrezione. La pia donna chiamata Tabita, devota di Giaffa, proprio in quei giorni si era ammalata ed era morta, ma subito ne era stato avvisato Pietro che, trovandosi a Lidda, partì appositamente per vederla. Arrivato a Giaffa gli si fecero incontro le vedove piangenti che gli mostrarono le tuniche e i mantelli della povera donna. Entrato nella sua stanza e chiesto di restare solo, Pietro si mise a pregare, poi si rivolse a lei intimandole di alzarsi, al che ella aprì gli occhi e resuscitò. Masolino fece naturalmente una selezione del racconto biblico, rappresentando l'arrivo di Pietro che, con un solo gesto, resuscita la donna tra lo stupore degli astanti. 
Il centro della scena è occupato da una visione della Firenze dell'epoca con una piazza in prospettiva (piazza della Signoria?), dove si affacciano case merlate con le pertiche appese tra le finestre e, in primo piano, passano due borghesi riccamente abbigliati, che passeggiano incuranti di quanto avviene intorno.

## Stile

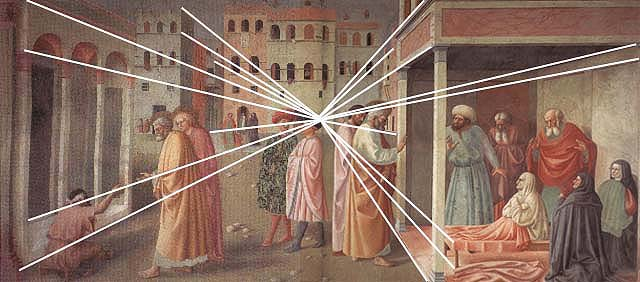
Lo schema prospettico

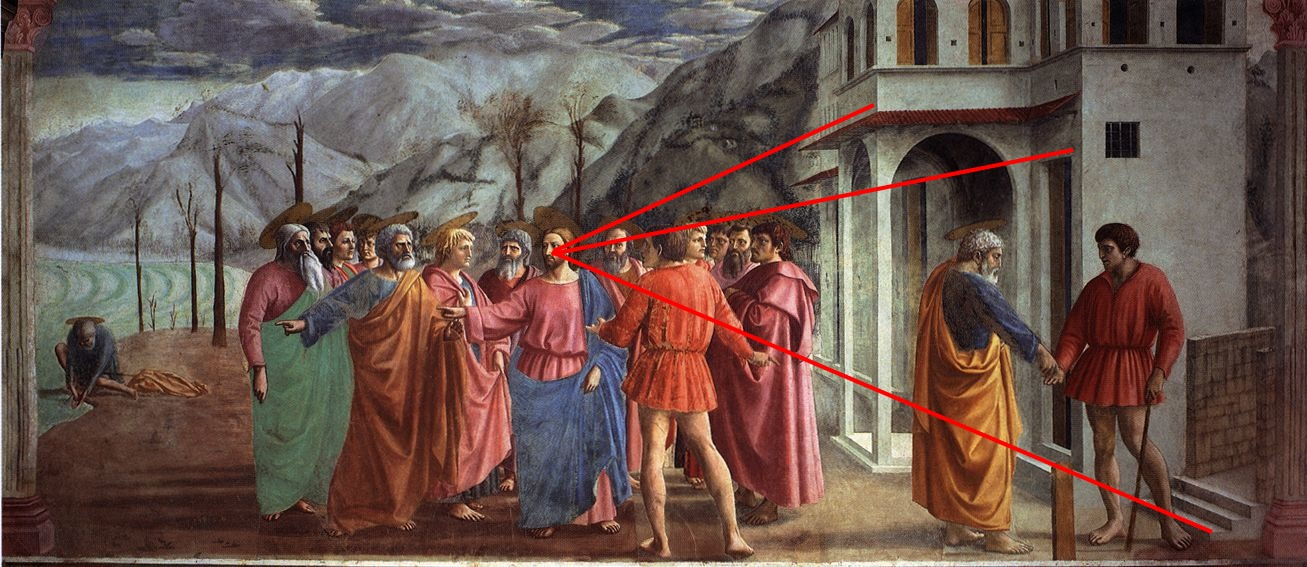
Lo schema prospettico del Tributo di Masaccio

A differenza del Pagamento del Tributo di Masaccio sulla parete opposta, qui le scene che compongono l'affresco non sono legate tra loro da una prosecuzione logica incatenata dai gesti dei protagonisti, ma sono invece semplicemente giustapposte, frantumandosi in episodi che, per quanto di altissima qualità, risultano dispersivi.
La vita quotidiana è raccontata nei minimi particolari, dagli oggetti che penzolano dalle finestre (gabbie, panni, scimmiette legate), fino a una serie di passanti sullo sfondo. La ricchezza cromatica e l'attenzione tutta esteriore ai dettagli piacevoli (come le vesti, i copricapi) è vicino al bello stile di Gentile da Fabriano e non potrebbe essere più distante dallo stile puro e "sanza ornato" di Masaccio. Masolino fu più bravo di Masaccio nel rendere piacevolmente gradevole la cromia, ma il suo stile dolce non ha una drammaticità paragonabile a quella del collega. 
La costruzione prospettica è identica a quella del Tributo, con il punto di fuga nel medesimo punto. Ma a differenza della scena di Masaccio, qui le linee non convergono verso un particolare fondamentale (in quel caso la testa di Cristo), ma in un punto senza importanza, nel muro accanto ai due uomini a passeggio. Nell'uso di questa tecnica spaziale si può leggere una volontà di Masolino di adeguarsi alle novità di Masaccio, un po' come avveniva in scultura con Lorenzo Ghiberti e le innovazioni di Donatello.
Lo storpio a sinistra, specie se confrontato in antitesi coi due ricchi fiorentini a passeggio, può essere letto come una sorta di esplicito compiacimento aristocratico nel confronto tra il patinato mondo delle corti e il suo opposto umile e miserevole. Ma in Masolino, rispetto ad altri pittori come Gentile da Fabriano, questo elemento appare attenuato, forse su influenza di Masaccio, poiché il notevole trattamento pittorico garantisce alla figura dello storpio una dignità umana più in linea con le idee del Rinascimento fiorentino.
I gesti e le espressioni dei personaggi dell'affresco sono spesso generici e idealizzati, con l'eccezione dello sforzo, nell'episodio della Resurrezione di Tabita, di dipingere figure colte dallo stupore. Sebbene si sia molto lontani dai risultati di artisti come Masaccio o Donatello, Masolino dimostra una certa bravura che lo pongono una spanna sopra gli altri artisti dello stile gotico internazionale, facendone la personalità più propensa a collaborare con il rivoluzionario Masaccio.

## L'attribuzione dello sfondo

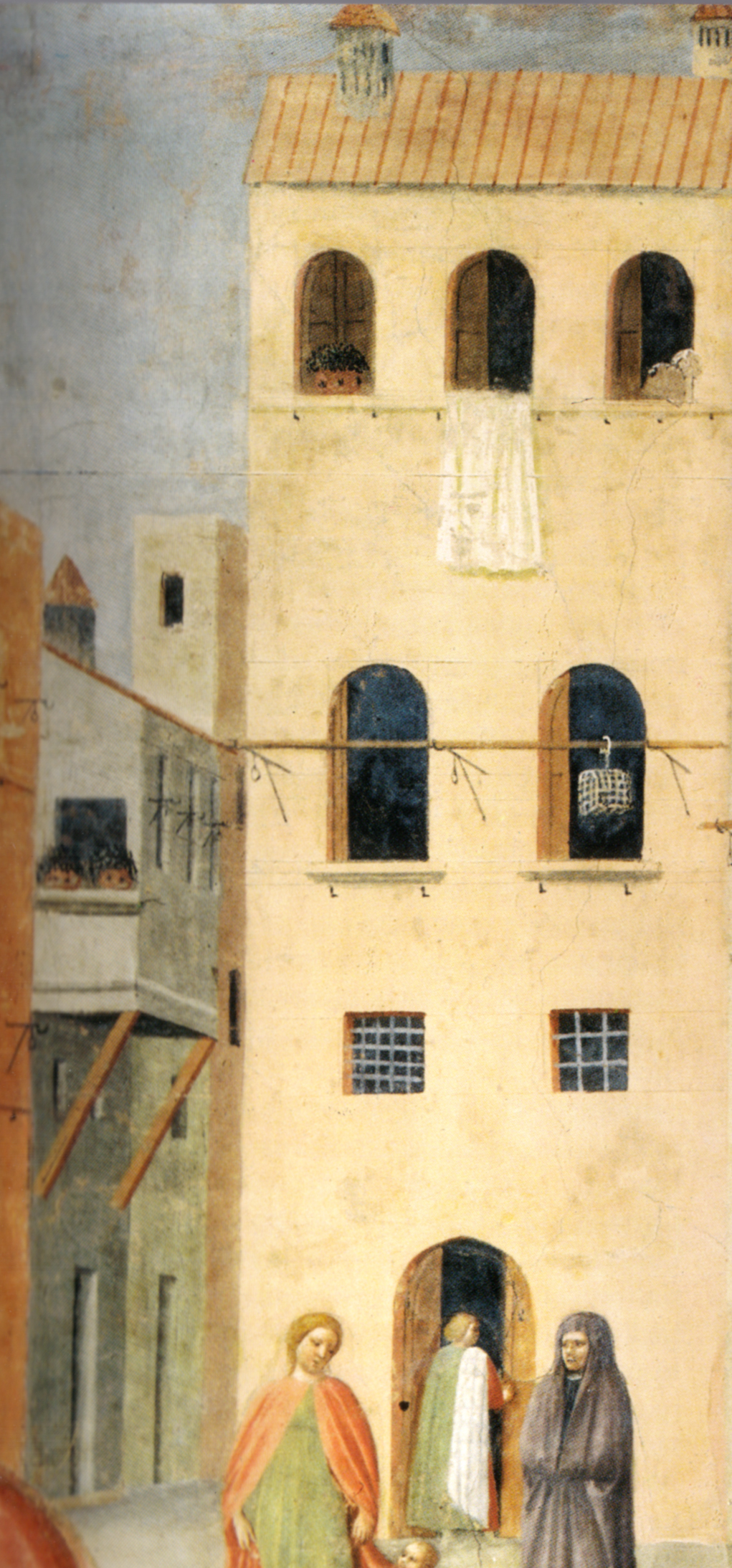
Dettaglio dello sfondo

La precisione prospettica e il realismo convincente della piazza dello sfondo aveva spinto Roberto Longhi ad attribuire questa zona al disegno di Masaccio, un'ipotesi oggi per lo più esclusa: tipica dello stile di Masolino è infatti l'attenzione al dettaglio minuto che divaga in più scenette aneddotiche (le gabbie appese alle pertiche, le scimmiette sui davanzali), del tutto assente nella lucida essenzialità di Masaccio. Più che interessarsi alla fedele riproduzione della realtà, Masolino sembra interessato a una curiosità minuta tipica del gusto cortese "internazionale". 
Inoltre Berti, per primo, mise in luce come in una medesima "giornata" venne dipinto la loggia (attribuita con sicurezza a Masolino, per l'eccessivo slancio goticheggiante) e una parte della strada (fino ad allora attribuita a Masaccio). Anche la parte dell'edificio rosa tra la testa di san Pietro e la casa di Tabita fa parte di un'unica giornata con parti di Masolino. Ornella Casazza inoltre studiò la maniera particolare di Masaccio nel disporre i coppi dei tetti in prospettiva, presente nelle scene della Resurrezione del figlio di Teofilo e san Pietro in cattedra, del Tributo e della Distribuzione dei beni, assente invece in questa scena.
Ciò assegnerebbe a Masolino un importante posto nel quadro dello sviluppo della prospettiva in pittura, riconoscendogli il merito "del più convincente spazio urbano mai realizzato fino ad allora in pittura" (Spike, 1995-2002), soprattutto riguardo al fronte case ed alla stradina perfettamente scorciata sulla sinistra, presto eguagliato da Masaccio nel San Pietro risana gli infermi con la sua ombra. Resta il fatto che in nessuno dei successivi tentativi di prospettiva spaziale Masolino raggiunse mai un risultato lontanamente comparabile a questo, né alla basilica di San Clemente a Roma, né nel Battistero di Castiglione Olona. La soluzione è forse da ricercare nella via di mezzo: Masaccio fornì lo schema e Masolino dipinse tutto il resto.